# Goppalli, Chintamani
Goppalli là một làng thuộc tehsil Chintamani, huyện Kolar, bang Karnataka, Ấn Độ.